# Rhachitopis curvipes
Rhachitopis curvipes är en insektsart som först beskrevs av Carl Stål 1876.  Rhachitopis curvipes ingår i släktet Rhachitopis och familjen gräshoppor.

## Underarter
Arten delas in i följande underarter:
- R. c. curvipes
- R. c. marginellus
- R. c. similis